# أيدا ياسوأكي
أيدا ياسوأكي (باليابانية: 会田 安明 = aida yasuaki) (10 فبراير 1747 - 26 أكتوبر 1817 ) كان رياضياتي ياباني. ساهم بشكل كبير في حقول نظرية الأعداد، الهندسة الرياضية، وأنشأ طرق جديدة في تبسيط الكسور المستمرة.